# Holcomb (New York)
Holcomb was een dorp gelegen aan de New York State Route 20C (nu New York State Route 444) in het centrum van East Bloomfield in Ontario County, New York.
Het dorp werd gesticht in 1917. In 1990 werd het samengevoegd met het naburige dorp East Bloomfield om één dorp met de naam Bloomfield te maken. Veel lokale bedrijven verwijzen nog steeds naar Holcomb, zoals de "East Bloomfield-Holcomb Vrijwillige Brandweer" en de "Holcomb Snooker Huis en Rodeo Bar."